# Ли, Джоанна
Джоанна Ли (англ. Joanna Lee, 7 апреля 1931 — 24 октября 2003) — американская актриса, сценарист и продюсер.

## Биография
Джоанна Ли родилась в Ньюарке 7 апреля 1931 года. Она очень рано вышла замуж, а в 20 лет уже была в разводе и с маленьким сыном на руках. За всю свою актёрскую карьеру она снялась лишь в трёх картинах, среди которых культовый фильм ужасов Эдварда Вуда «План 9 из открытого космоса» (1959), где Джоанна сыграла Танну. Становлению её дальнейшей актёрской карьеры помешала автомобильная катастрофа, после которой Ли занялась написанием сценариев для кино и телевидения. В 1974 году она стала обладательницей премии «Эмми» за лучший драматический сценарий, который она написала для сериала Уолтоны. В том же году она основала свою собственную компанию, которая занималась выпуском телефильмов.
В 1992 году от СПИДа умер её единственный сын. В 1999 году была опубликована её автобиография — «Трудная женщина в Голливуде». Джоанна Ли умерла от рака в Санта-Монике 24 октября 2003 года в возрасте 72 лет.

## Фильмография
- 1957 — Джокер — Хорин (в титрах не указана)
- 1958 — Пожиратели мозгов — Элис Саммерс
- 1959 — План 9 из открытого космоса — Танна

## Премии
- 1974 — Премия «Эмми» за лучший сценарий драматического телесериала («Уолтоны»)